# オンドジェイ・チェルーストカ
- オンドレイ・チェルストカ
- オンジェイ・チェルストカ

オンドジェイ・チェルーストカ（Ondřej Čelůstka、1989年6月18日 - ）は、チェコ共和国のサッカー選手。ポジションはディフェンダー。ACスパルタ・プラハ所属。チェコ代表。

## クラブ経歴
FCファスタフ・ズリーンにおいて、2007-08シーズン中にデビューした。2009-10シーズンより、SKスラヴィア・プラハにおいて14試合出場1得点と結果を残した。2010年2月1日にはセリエAのUSチッタ・ディ・パレルモに期限付き移籍し89番を背負うが、1試合の出場にとどまった。
2011年7月8日、スュペル・リグのトラブゾンスポルに90万ユーロで移籍し、5年契約を結んだ。2011-12シーズンのUEFA チャンピオンズリーグではインテルナツィオナーレ・ミラノ戦でアウェーゴールを決め、1-0の勝利に貢献している。
2013年8月12日にはプレミアリーグのサンダーランドAFCに期限付き移籍した。
2014年8月24日、2. ブンデスリーガの1.FCニュルンベルクに加入した。
2015年7月、アンタルヤスポルに移籍しスュペル・リグに復帰した。
2020年7月31日、アンタルヤスポルを退団しACスパルタ・プラハに加入した。

## 代表歴
各ユース年代でチェコ代表に選出されている。UEFA U-21欧州選手権2011では大会優秀選手にも選ばれた。
2013年11月15日のカナダ戦でフル代表デビュー。この試合で代表初ゴールも決めた。

### 代表戦での得点
| #  | 開催日         | 会場                     | 対戦国     | 得点 | 結果 | 大会               |
| -- | -------------- | ------------------------ | ---------- | ---- | ---- | ------------------ |
| 1. | 2013年11月15日 | アンドレフ・スタディオン | カナダ     | 1–0  | 2–0  | 親善試合           |
| 2. | 2019年11月14日 | トゥサン・アレナ         | コソボ     | 2–1  | 2–1  | UEFA EURO 2020予選 |
| 3. | 2021年6月8日   | レトナ・スタジアム       | アルバニア | 3–1  | 3–1  | 親善試合           |